# 蒂萨延维莱
蒂萨延维莱（Thisayanvilai），是印度泰米尔纳德邦Tirunelveli县的一个城镇。总人口19557（2001年）。

## 人口
该地2001年总人口19557人，其中男性9440人，女性10117人；0—6岁人口2300人，其中男1158人，女1142人；识字率76.64%，其中男性为80.84%，女性为72.72%。